# Museu Internacional de l'Esclavitud
El Museu Internacional de l'Esclavitud és un museu que forma part de la xarxa de Museus Nacionals de Liverpool. Va ser inaugurat el 23 d'agost de 2007 coincidint amb el dia anual en memòria de l'esclavitud i el 200 aniversari de l'abolició de l'esclavitud al Regne Unit. El museu vol explicar al visitant la història de milers d'africans que van ser transportats amb vaixells des dels ports de tot Europa cap a Amèrica per ser venuts i esclavitzats.
Aquesta part de la història del poble africà s'explica en el museu a través de tres grans eixos temàtics: la vida a l'oest d'Àfrica, el viatge en vaixell per l'Atlàntic i la vida en les plantacions americanes i el llegat de l'esclavitud. A part de l'exposició permanent, aquest centre de memòria també compta amb una rica agenda d'activitats i una programació d'exposicions temporals a propòsit del tema de l'esclavitud.

## Història
Entre el segle xvi i el segle XX els europeus van forçar milers de persones del continent africà a convertir-se en esclaus. Els comerciants europeus traficaven amb esclaus africans i els carregaven en vaixells amb la intenció de vendre’ls a Amèrica perquè treballessin a les mines o a les grans plantacions de cotó, cafè, tabac… Molts d'ells morien abans d'arribar a causa del llarg viatge a través de l'Atlàntic i a les condicions insalubres dels vaixells en els quals eren transportats. Els que arribaven a destí vivien sense cap mena de drets i la majoria eren tractats de la pitjor manera pels seus propietaris. No va ser fins al 9 de març de 1927, dia en que entrà en vigor la Convenció sobre l'esclavitud promoguda per la Societat de Nacions, que es va abolir oficialment l'esclavitud.